# Prinsesse Madeleine af Sverige
Hendes Kongelige Højhed Prinsesse Madeleine, Hertuginde af Hälsingland og Gästrikland (Madeleine Thérèse Amelie Josephine, født 10. juni 1982 på Drottningholm Slot) er prinsesse af Sverige, hertuginde af Hälsingland og Gästrikland og tredje og yngste barn af kong Carl 16. Gustav og dronning Silvia.
Hun blev gift med Christopher O'Neill den 8. juni 2013.

## Tidlige liv
Madeleine blev født den 10. juni 1982 07:05 CEST på Drottningholm Slot i Stockholms Amt og er medlem af den svenske kongefamilie, som hører til Bernadotte-huset.  Bernadotte-huset blev grundlagt af hendes tip-tip-tip-oldefar den franske marskal Jean Baptiste Jules Bernadotte. Han blev kong Karl Johan af Sverige og Norge, da han kom på tronen i 1818.
Madeleine blev døbt i Slotskirken den 31. august 1982, hvor hendes faddere var prins Andreas af Sachen-Coburg og Gotha, hendes morfar, Walther Sommerlath, prinsesse Benedikte af Danmark, og hendes faster prinsesse Christina, fru Magnuson.
Madeleine er den 9. i arvefølgen til den svenske trone. Arvinger til tronen før Madeleine er:
Kronprinsesse Victoria, prinsesse Estelle, prins Oscar, prins Carl Philip, prins Alexander og, prins Gabriel, prins Julian og prinsesse Ines af Sverige
Madeleines egne børn er arveberettiget til den svenske trone og kommer efter hende i arvefølgen, efter alder. 
Hendes fjerde navn, Josephine, er til ære for hendes stammoder Josephine af Leuchtenberg, Napoleon I's stedbarnebarn

## Uddannelse
1985 begyndte prinsessen sin uddannelse på Västerleds församlings förskoleverksamhet. I efteråret 1989 startede hun på Smedslättsskolan i Bromma. Hun fortsatte til Carlssons School i Stockholm og derefter igen på at Enskilda Gymnasiet i Stockholm. Hun har afsluttet en gymnasiale uddannelse på Enskilda, hvorfra hun dimitterede i 2001. 
I efteråret 2001 boede prinsessen i London, hvor hun studerede engelsk .  I foråret 2002 tog hun en grundlæggende modul i "Introduktion til Svenske Lov" og studerede for European Computer Driving Licence. I januar 2003 blev prinsessen indskrevet ved Stockholms Universitet, hvor hun begyndte studier i kunsthistorie. Hun tog 60 svenske faglige enheder i dette emne (to semestre). I efteråret 2004 begyndte prinsessen et kursus i etnologi ved samme universitet. Hun taler engelsk, tysk og svensk flydende. Hun tog 23. januar 2006 med en Bachelor of Arts i kunsthistorie, etnologi og moderne historie. I 2007 studerede hun børnepsykologi ved Stockholms Universitet.

## Fritidslivet
Prinsesse Madeleine er entusiastisk rytter. I mange år ejede hun flere heste, der var opstaldet på Royal Mews, og har også konkurreret i ridebanespringning som "Anna Svensson". Hun dyrker også skiløb og er meget interesseret i teater, dans og kunst. I 2001 blev en legat oprettet i hendes navn af Gävleborg-provinsen, som omfatter hendes hertugdømmer Hälsingland og Gästrikland. Det tilskynder og støtter unge mennesker involveret i ridning.

## Personlige liv
Den 11. august 2009 meddelte prinsessen sin forlovelse med sin kæreste siden 2002, advokat Jonas Bergström (f. 1979).  Prinsessen sagde i sit forlovelsesinterview, at de blev forlovet på Capri i begyndelsen af juni 2009. En forlovelsesmiddag fandt sted på forlovelsesdagen i Solliden Slot på Öland. Forlovelsen kunne kun finde sted efter Bergström havet fået den officielle godkendelse af den svenske regering meddelt hendes far, kongen. 
Det havde været annonceret i 2009, at efter brylluppet ville Bergström blive hertug af Hälsingland og Gästrikland for at svare til Madeleines titel.
Brylluppet skulle oprindeligt finde sted i anden halvdel af 2010, men blev udsat på grund af "at der sker mange ting i en intens tid", primært hendes søster Victorias bryllup i juni. Den 24. april 2010 blev det annonceret, at brylluppet var aflyst, og forlovelsen var hævet.
Efter forholdet til Bergström flyttede prinsessen til New York, hvor hun arbejder for World Childhood Foundation-organisationen, som hendes mor er medstifter af. 

### Ægteskab og børn
Den 25. oktober 2012 meddelte det svenske hof hendes forlovelse med finansmanden Christopher O'Neill. 
Den 23. december 2012 annoncerede den kongelige familie, at prinsesse Madeleines bryllup ville finde sted den 8. juni 2013 i det kongelige kapel i Stockholm. Brylluppet blev overværet af medlemmer af forskellige kongelige familier, og prinsesse Madeleine var iført en Valentino haute couture brudekjole. 
Den 3. september 2013 blev det meddelt, at prinsesse Madeleine og Christopher O'Neill ventede deres første barn. Leonore Lilian Maria blev født d. 20 februar 2014 i New York, USA.  Leonore tituleres hertuginde af Götland.
Den 19. december 2014 blev det meddelt, at prinsessen og hendes mand venter deres andet barn, som ventes at blive født i sommeren 2015. 15. juni 2015 fik parret en søn, Nicolas Paul Gustaf, født på Danderyd Hospital.
I februar 2015 meddelte det svenske hof, at Madeleine og hendes familie var flyttet til Sverige fra New York.
27. august 2017 meddelte Madeleine, at hun var gravid og ventes af nedkomme til marts 2018. Den 9. marts 2018 nedkom prinsesse Madeleine med endnu en pige, prinsesse Adrienne af Sverige.

## Velgørenhed
Prinsessen er protektor for organisationen "Min Stora Dag". Hun er også tilknyttet som protektor for Europa Nostra, Carl Johan-League og Royal Motorbåd Club.  I 2006 hun interneret for UNICEF i seks måneder i New York City og arbejdede for opdeling af Child Protective Services. 

## Royale pligter
Prinsessen påtager sig kongelige pligter på vegne af sin far og befolkningen i Sverige. Hendes opgaver omfatter fejringen af Sveriges nationaldag, kongens og kronprinsessens fødselsdage, Nobelfestlighederne, middage og statsbesøg med andre medlemmer af den kongelige familie.  Prinsessen repræsenterede Sverige ved åbningen af New Sweden Gallery den 5. juni 2011 på American Swedish Historical Museum i Philadelphia, Pennsylvania, som er udstyret med en animeret kort over det nye Sveriges afvikling af Sean Moir Arkiveret 23. oktober 2020 hos  Wayback Machine.

## Titler, ordner og dekorationer
- 1982 - : Hendes Konglige Højhed Madeleine, Prinsesse af Sverige, Hertuginde af Hälsingland og Gästrikland

### Ordner og dekorationer
- Norge: Storkors af Sankt Olavs Orden (No.St.O.1.)  (2005)[21]

## Anetavle
| P                                       | I                      | II                                        | III                                              |
| --------------------------------------- | ---------------------- | ----------------------------------------- | ------------------------------------------------ |
| Proband: Prinsesse Madeleine af Sverige | Far: Carl XVI Gustaf   | Farfar: Arveprins Gustav Adolf af Sverige | Farfars far: Gustaf VI Adolf                     |
| Proband: Prinsesse Madeleine af Sverige | Far: Carl XVI Gustaf   | Farfar: Arveprins Gustav Adolf af Sverige | Farfars mor: Margareta af Connaught              |
| Proband: Prinsesse Madeleine af Sverige | Far: Carl XVI Gustaf   | Farmor: Prinsesse Sibylla af Sverige      | Farmors far: Carl Eduard af Sachsen-Coburg-Gotha |
| Proband: Prinsesse Madeleine af Sverige | Far: Carl XVI Gustaf   | Farmor: Prinsesse Sibylla af Sverige      | Farmors mor: Victoria Adelheid af Glücksborg     |
| Proband: Prinsesse Madeleine af Sverige | Mor: Silvia af Sverige | Morfar: Walther Sommerlath                | Morfars far: Moritz Sommerlath                   |
| Proband: Prinsesse Madeleine af Sverige | Mor: Silvia af Sverige | Morfar: Walther Sommerlath                | Morfars mor: Erna Waldau                         |
| Proband: Prinsesse Madeleine af Sverige | Mor: Silvia af Sverige | Mormor: Alice Sommerlath                  | Mormors far: Artur de Toledo                     |
| Proband: Prinsesse Madeleine af Sverige | Mor: Silvia af Sverige | Mormor: Alice Sommerlath                  | Mormors mor: Elisa Novais Soares                 |